# Rod Laver
Rodney George "Rod" Laver (født 9. august 1938 i Rockhampton, Australien) er en tidligere australsk tennisspiller, der blev professionel i 1962, og trak sig tilbage i 1979. Han nåede igennem sin karriere at vinde intet mindre end 184 single- og 27 doubletitler. Han er (sammen med amerikaneren Don Budge) den ene af kun to mandlige tennisspillere, der har lavet en "ægte" Grand Slam (sejr i alle fire Grand Slam turneringer samme kalenderår). Dette præsterede han to gange, i 1962 og 1969. Hans meritter har sørget for, at han ofte bliver betegnet som verdens bedste tennisspiller gennem tiderne.

## Grand Slam
Laver vandt igennem sin karriere hele 11 Grand Slam-singletitler, der fordeler sig således:
- Australian Open
  - 1960, 1962, 1969

- French Open
  - 1962, 1969

- Wimbledon
  - 1961, 1962, 1968, 1969

- US Open
  - 1962, 1969